# R-парність
R-парність — різновид парності у фізиці елементарних частинок, яка вводиться в теорії суперсиметрії.
У мінімальній суперсиметричній стандартній моделі баріонне число і лептонний заряд більше не зберігаються усіма перенормованими зв'язками в теорії. Оскільки збереження баріонного числа і лептонного числа було дуже точно перевірено, ці зв'язки повинні бути дуже маленькими, щоб не вступати в конфлікт з експериментальними даними. R-парність — це {\displaystyle \mathbb {Z} _{2}}-симетрія, що діє на поля мінімальної суперсиметричної стандартної моделі (MSSM), яка забороняє ці зв'язки і може бути визначена як:
PR (R) = (-1)2s+3B+L
або, що те ж саме:
PR = (-1)3(B-L)+2s
зі спіном s, баріонним числом В і лептонним числом L. Всі частинки Стандартної моделі мають R-парність 1, а суперсиметричні частинки мають R-парність -1.